# Turki ibn Sa’id
Turki ibn Sa’id (ur. 1832 w Maskacie, zm. 4 czerwca 1888) – sułtan Maskatu i Omanu od 30 stycznia 1871 do 4 lipca 1888. Czwarty syn sułtana Sa’ida ibn Sultana, władzę objął dopiero po śmierci starszego brata i jego syna. Po śmierci jego następcą został Fajsal ibn Turki.